# Księstwo krotoszyńskie
Księstwo krotoszyńskie (niem. Fürstenthum Krotoschin) – latyfundium w Wielkopolsce istniejące w latach 1819–1927. Powstało jako donacja króla pruskiego Fryderyka Wilhelma III dla głowy książęcego domu Thurn und Taxis.
Księstwo krotoszyńskie nadane zostało księciu Thurn und Taxis, Karolowi Aleksandrowi w zamian za odstąpienie przez niego królowi pruskiemu monopolu pocztowego w Nadrenii i Westfalii. Do 1919 roku było ono własnością dominialną, dziedzicznym lennem korony pruskiej, z wszelkimi prawami i wolnościami, przysługującymi wolnemu państwu stanowemu. Książę krotoszyński miał przywilej  zasiadania jako wirylista w sejmie prowincjonalnym Wielkiego Księstwa Poznańskiego, a później w sejmie prowincjonalnym Prowincji Poznańskiej. 
Księstwo utworzone zostało z domeny prywatnej króla pruskiego w powiecie krotoszyńskim, nabytej w 1779 roku dla władcy przez osoby drugie, która od 1793 roku należała do Skarbu Państwa Królestwa Prus oraz z państwowych dóbr w powiecie odolanowskim. Latyfundium obejmowało 3 miasta: Krotoszyn, Odolanów i Sulmierzyce, a także 24 kompleksy ziemskie, 36 samodzielnych majątków i 16 gmin w powiatach krotoszyńskim i odolanowskim. Cały obszar księstwa zajmował 25 tysięcy hektarów, z czego połowę stanowiły lasy.
W 1819 roku książę Karol Aleksander von Thurn und Taxis ustanowił na dobrach krotoszyńskich fideikomis familijny. Ordynacja ta przetrwała I wojnę światową. Po włączeniu Poznańskiego do Polski dobra książąt Thurn und Taxis zostały przejęte w tymczasową administrację przez skarb państwa polskiego. W latach 1924–1927 rząd Rzeczypospolitej Polskiej odkupił całe księstwo krotoszyńskie z rąk księcia Thurn und Taxis. Po nacjonalizacji w 1927 roku dobra ziemskie zostały rozdysponowane między różne instytucje. Użytki rolne przekazano Państwowemu Bankowi Rolnemu do przejściowej administracji i parcelacji. Obszary leśne przejęło Ministerstwo Reform Rolnych, które oddało je w zarząd Polskim Lasom Państwowym. Pałac i park dworski w Krotoszynie otrzymały władze miejskie na cele działalności samorządowej.

## Książęta krotoszyńscy
- 1819-1827 Karol Aleksander von Thurn und Taxis
- 1827-1871 Maksymilian Karol von Thurn und Taxis
- 1871-1885 Maksymilian Maria von Thurn und Taxis
- 1885-1927 Albert Maria von Thurn und Taxis